# Amelia Rose Blaire
Amelia Rose Blaire, verheiratete Amelia Rose Dechart (* 20. November 1987 in New York City, New York) ist eine US-amerikanische Schauspielerin. Bekanntheit erlangte sie durch die Rolle der Willa Burrell in der Serie True Blood.

## Leben
Amelia Blaire wurde in New York geboren, wuchs später allerdings in Los Angeles auf. Dies ermöglichte ihr, eine Schauspielkarriere einzuschlagen. Im Alter von 15 Jahren begann sie Schauspielkurse am Sanford Meisner Center in Los Angeles zu übernehmen. Kurz darauf lernte sie einen Sommer in der British American Drama Academy in London. Es folgte eine Zusammenarbeit mit der Oscar-Preisträgerin Lindsay Crouse.
2002 gab sie in einer Folge der Serie Strong Medicine: Zwei Ärztinnen wie Feuer und Eis ihr Schauspieldebüt. Seit 2010 tritt sie regelmäßig als Schauspielerin in Film und Fernsehen auf. Es folgten zunächst Gastauftritte in Serien wie Grimm, Royal Pains und The Glades. 2013 wurde sie für die wiederkehrende Rolle der Willa Burrell in der Serie True Blood verpflichtet. Es folgten Gastauftritte. u. a. in Grey’s Anatomy, The Mentalist und Criminal Minds und eine wiederkehrende Rolle in Scream.
Seit Juli 2018 ist sie mit dem Schauspieler Bryan Dechart verheiratet.

## Filmografie (Auswahl)
- 2002: Strong Medicine: Zwei Ärztinnen wie Feuer und Eis (Strong Medicine, Fernsehserie, Episode 3x11)
- 2010: Drop Dead Diva (Fernsehserie, Episode 2x12)
- 2010: 90210 (Fernsehserie, 4 Episoden)
- 2011: Grimm (Fernsehserie, Episode 1x05)
- 2012: Touch (Fernsehserie, Episode 1x07)
- 2012: The Glades (Fernsehserie, Episode 3x02)
- 2012: Perception (Fernsehserie, Episode 1x08)
- 2012: Royal Pains (Fernsehserie, Episode 4x12)
- 2012: Commencement
- 2013: Law & Order: Special Victims Unit (Fernsehserie, Episode 15x05)
- 2013–2014: True Blood (Fernsehserie, 19 Episoden)
- 2014: Angels in Stardust
- 2014: The Mentalist (Fernsehserie, Episode 7x04)
- 2015: Blue Bloods (Fernsehserie, Episode 5x18)
- 2015: Grey’s Anatomy (Fernsehserie, Episode 11x12)
- 2015–2016: Scream (Fernsehserie, 12 Episoden)
- 2015: Jesse Stone: Lost in Paradise (Fernsehfilm)
- 2015: Caught
- 2016: Criminal Minds (Fernsehserie, Episode 11x14)
- 2016: Quantum Break (Fernsehserie, Episode 1x04)
- 2018: Angels in Stardust
- 2018: Detroit: Become Human (Videospiel)
- 2019–2020: Vampire: The Masquerade: L.A. By Night (Fernsehserie, 4 Episoden)
- 2020: Cyberpunk 2077 (Videospiel)